# Муниципальная библиотека

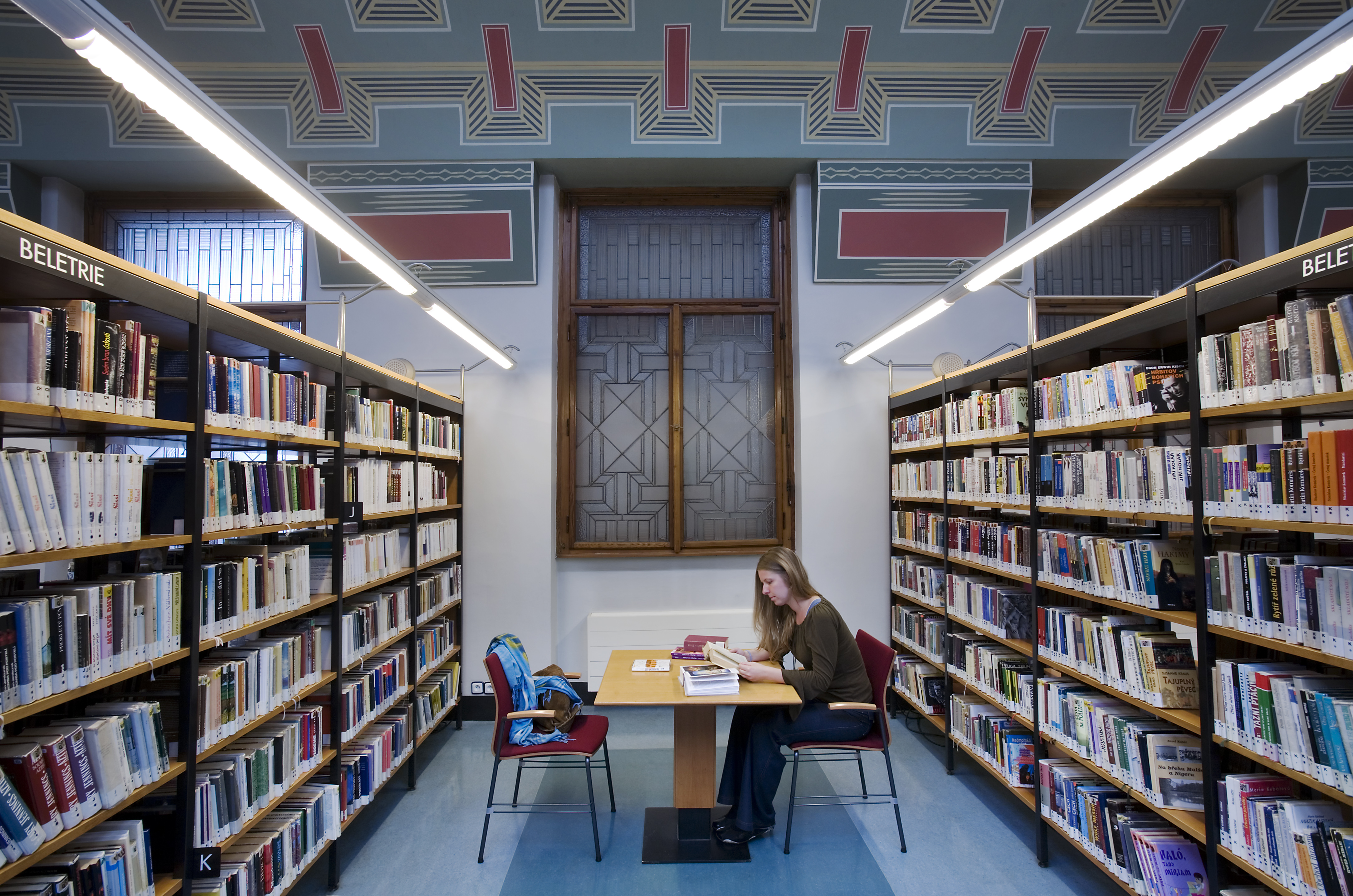
Муниципальная библиотека в Праге

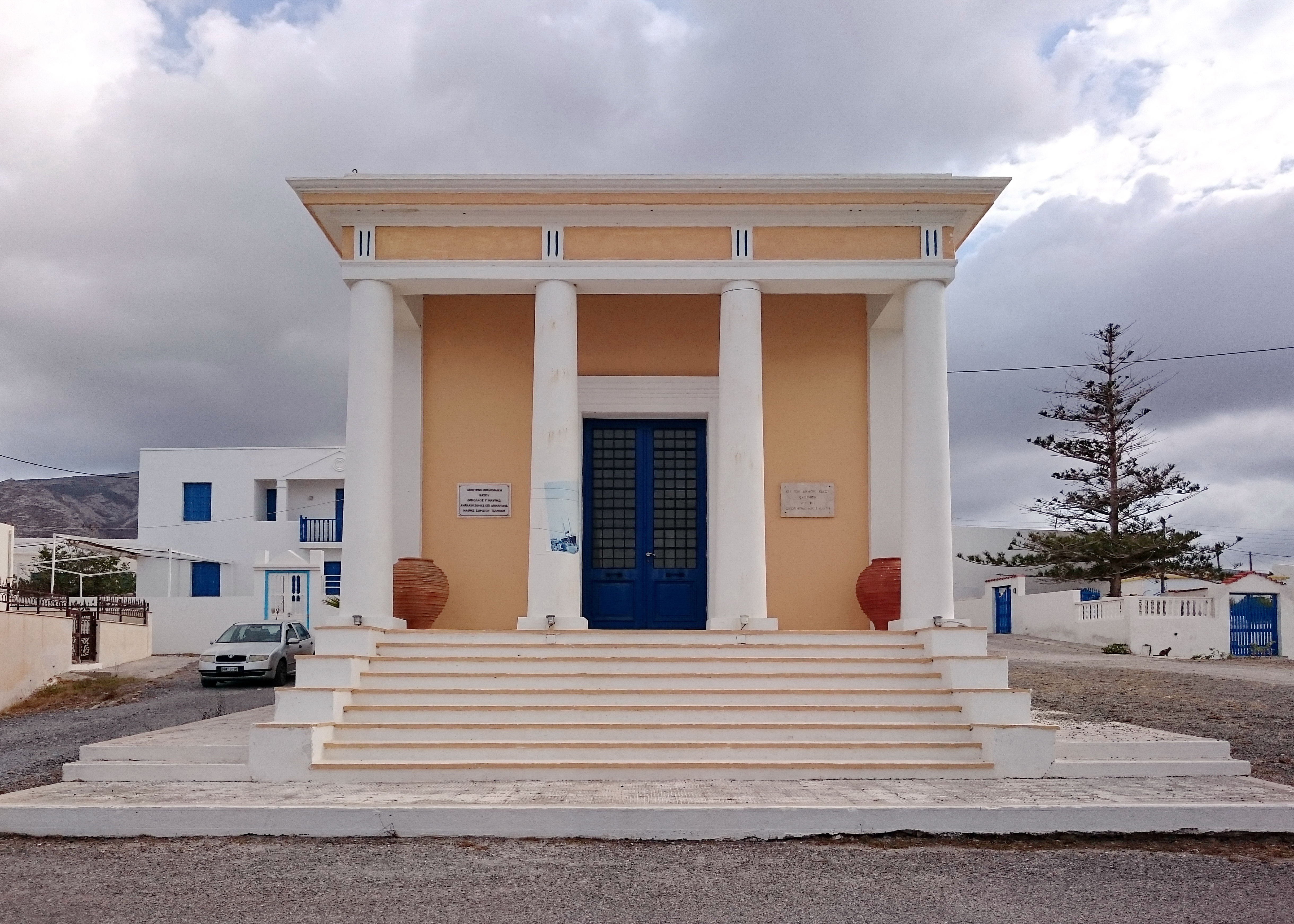
Здание муниципальной библиотеки на острове Касос

Муниципа́льная библиоте́ка — публичная библиотека, находящаяся в собственности или в управлении муниципальных властей. Муниципальные библиотеки обычно не являются специализированными, могут содержать в себе детское и юношеское отделения, ориентированы на обслуживание жителей соответствующего муниципального образования (в том числе, в некоторых странах — иногда запрещают выдачу книг лицам, не являющимся местными жителями).

## Социальные функции
В отличие от большинства других публичных библиотек, особенно государственных, университетских и школьных библиотек, в муниципальных библиотеках, помимо выдачи литературы, сильно выражен ассортимент сторонних библиотечных услуг (например, компьютерные клубы). Помимо задачи предоставления своим гражданам книг или журналов для заимствования, в муниципальных библиотеках часто усиленно собираются региональные или городские работы. Ещё одним направлением работы в городских библиотеках является поощрение чтения для детей и подростков.
Использование информационного потенциала различных организаций социальной сферы, а также создание и развитие собственных электронных ресурсов, помогают муниципальной библиотеке в полной мере реализовывать свои социальные функции.
Муниципальная библиотека — культурно-просветительское учреждение, несущее данную функцию в широкие массы. Здесь могут организовываться тематические стенды, отражающие исторические события, народные промыслы, традиции соответствующего сообщества. Также здесь должны проводиться тематические мероприятия. На базе библиотек иногда работают различные творческие объединения.
Ряд экспертов в области библиотековедения считают целесообразным создание системы социального партнёрства с другими учреждениями науки, образования и культуры. По их мнению, при этом можно менять имидж муниципальной библиотеки, заниматься имиджмейкерством и ломать стереотип о том, что в библиотеку ходят за книгами. Рекомендуется заниматься библиотечной рекламой, что привлечёт и спонсоров, и читателей.

## Особенности муниципальных библиотек по странам

### Россия
Согласно Федеральному закону «О библиотечном деле» муниципальная библиотека — это библиотека, учреждённая органом местного самоуправления. До принятия этого закона такие библиотеки назывались государственными массовыми.
По данным ГИВЦ Минкультуры РФ, на 1 января 1998 года библиотечная сеть России насчитывала 49092 библиотеки. Из них 10131 — городские, 38961 — сельские муниципальные (и приравненные к ним) библиотеки. Большинство из них объединены в централизованные библиотечные системы.
Отмечается, что районные библиотеки Москвы и Санкт-Петербурга, в отличие от большинства других городов России, находятся в собственности городов федерального значения и финансируются из городского бюджета, поэтому не являются муниципальными. Тем не менее, в статистических целях их иногда приравнивают к муниципальным из-за сходства по охвату и целям деятельности.

### Великобритания
Согласно Закону о публичных библиотеках 1850 года, муниципалитеты с населением от 100000 человек имели право вводить ставку в полпенни для учреждения публичных библиотек, но не для покупки книг[прояснить]. В 1857 году Норидж стал первым муниципалитетом, воспользовавшимся этим законом — его библиотека стала одиннадцатой по счёту бесподписочной в стране.
В наши дни публичные библиотеки Великобритании финансируются за счёт широкого спектра источников, наиболее значимым из которых обычно является муниципальное финансирование.

### Дания
В Дании муниципальные библиотеки играют важную роль в интеграции мигрантов и инклюдировании инвалидов. Таким образом, датские муниципалитеты по закону обязаны управлять публичной библиотекой, которая обеспечивает обслуживание специальных аудиторий, особенно детей, мигрантов и инвалидов.

### Франция
В старейших муниципальных библиотеках есть коллекции наследия. 54 из них являются аттестованными муниципальными библиотеками (фр.  bibliothèques municipales classées, BMC), часть фондов которых принадлежит государству и в которых работает один или несколько государственных служащих.
Муниципальные библиотеки, построенные с 1980-х годов, иногда называют медиатеками (фр. médiathèque), однако оно не всегда означает наличие других медиа, кроме книг. Некоторые крупные библиотеки, построенные в 2000-х годах при значительной финансовой поддержке государства, называются муниципальными библиотеками регионального значения (фр. bibliothèques municipales à vocation régionale, BMVR).
С начала 2000-х годов все больше и больше муниципалитетов передают управление своими библиотеками городскому сообществу или сообществу муниципалитетов. Это называется межмуниципальной библиотекой (фр. bibliothèque intercommunale).

### Канада
В канадском штате Квебек есть два типа публичных библиотек: автономные публичные библиотеки (фр. bibliothèques publiques autonomes) и аффилированные публичные библиотеки (фр. bibliothèques publiques affiliées). Первые обслуживают муниципалитеты с населением не более 5000 человек. Обычно они возглавляются муниципалитетами, но могут также находиться в ведении некоммерческих организаций. Именно этот тип библиотеки обслуживает большую часть населения Квебека, а именно более 80 %.
Аффилированные библиотеки обслуживают население более 5000 жителей. Обычно за них отвечает региональный сервисный центр публичных библиотек, который предоставляет им профессиональные услуги и коллекции.